# Afrectopius empeyi
Afrectopius empeyi är en stekelart som beskrevs av Heinrich 1967. Afrectopius empeyi ingår i släktet Afrectopius och familjen brokparasitsteklar. Inga underarter finns listade i Catalogue of Life.